# Kornelia Boje
Kornelia Boje (* 19. Mai 1942 in Berlin) ist eine deutsche Schauspielerin, Autorin, Synchron- und Hörspielsprecherin sowie Synchronregisseurin und Fotografin.

## Leben
Nachdem Kornelia Boje bereits als Kind am Hamburger Schauspielhaus spielte und im NWDR in vielen Hörspielen beteiligt war (Unter dem Milchwald von Dylan Thomas, Kalle Blomquist, der Meisterdetektiv, vor allem in der Titelrolle der Kinderfunkserie Steffi Bimburgs Tagebuch u. a.), als Jugendliche im WDR Hörfunkrollen übernahm und 1961 dann als Bernadette in Bernadette Soubirous im WDR ihre erste große Fernsehrolle bekam, folgten Theaterengagements in Kiel, Darmstadt, Zürich, Hamburger Schauspielhaus und in Gastrollen am Kölner und Frankfurter Schauspiel. 2006 führte sie Regie und spielte in dem von ihr bearbeiteten Roman von Dorothea Dieckmann Guantanamo im Theater tri-bühne in Stuttgart.
Sie trat in mehreren Fernsehfilmen wie Der Monat der fallenden Blätter (1968) und Tollwut (1982) sowie teilweise mehrfach in Serien wie Tatort, Derrick, Ein Fall für zwei und Der Alte auf.
Als Synchronsprecherin ist Kornelia Boje unter anderem in der Rolle der Lilith Sternin-Crane in der US-amerikanischen Sitcom Cheers zu hören. Weitere Hauptrollen, die sie synchronisierte, waren u. a. Carolyn Jones als Morticia in The Addams Family, Lucélia Santos als Sinhá Moça, Wendy Hughes als Kate Ferrari in Coroner – Im Dienste der Gerechtigkeit sowie Mary McDonnell im Film Der mit dem Wolf tanzt und in der Serie Battlestar Galactica. In mehreren Filmen lieh sie Jaclyn Smith und Barbara Carrera ihre Stimme. 
Als Hörspielsprecherin arbeitete Kornelia Boje bisher an weit über 200 Hörspielen und Hörbüchern mit, so sprach sie 2007 das Hörbuch Die schöne Schrift von Rafael Chirbes, Der alte Herr und das schöne Mädchen von Italo Svevo.
2005 erschien ihr Roman Ullas Erwachen, 2007 folgte das von ihr gelesene Hörbuch im O.SKAR-Verlag. 2020 erschien ihr zweiter Roman „Gesang der weißen Wände“ bei PalmArtPress. Von 2005 bis 2021 hatte sie mehrere Gemeinschafts- und Einzelausstellungen in München, Frankfurt, Köln, Berlin sowie Kunst-Messebeteiligungen mit Fotos von ihr und ihrem Vater, dem Fotografen Walter Boje, in Berlin, Köln 2013/2014/2016 und Frankfurt 2021.
Kornelia Boje lebt in Berlin.

## Filmografie
- 1961: Bernadette Soubirous (als Bernadette)
- 1962: Santa Cruz (als Viola)
- 1963: Die Hellen Nächte (als Nastenka)
- 1964: Hafenpolizei – Krumme Touren
- 1965: Die eigenen vier Wände
- 1968: Der Richter von Zalamea
- 1968: Der Meteor
- 1968: Der Monat der fallenden Blätter
- 1970: Die Hochzeitsreise
- 1970: Intermezzo
- 1970: Sir Henri Deterding
- 1972: Die Reißenden Wasser von Velaba
- 1972: Tatort: Rechnen Sie mit dem Schlimmsten
- 1972: Ein Bräutigam für Marcella
- 1973: Der Kommissar – Tod eines Hippiemädchens
- 1973: Separatfrieden
- 1973: Giftaffäre
- 1974: Eine geschiedene Frau (Fernsehsechsteiler, 2 Folgen)
- 1974: Der Verfolger
- 1974: Motiv Liebe – So stark können Gefühle sein
- 1975: Comenius
- 1975: Himmel und Erde
- 1976: Regina
- 1976: Tatort: Augenzeuge
- 1976: Wie würden Sie entscheiden? – Annette wird aufgeklärt
- 1976: Derrick – Kalkutta
- 1976: Notarztwagen 7
- 1977: Brudermord
- 1978: Der Alte – Nachtmusik
- 1978: Feuerwasser
- 1978: Derrick – Der Spitzel
- 1979: Der Willi-Busch-Report Kinofilm
- 1979: Nirgendwo ist Pönichen
- 1979: Der Fall Walrawe
- 1982: Nimm, was du kriegen kannst
- 1982: Tollwut
- 1983: Kontakt bitte...
- 1984: Das Ufer (Bereg) russischer Spielfilm
- 1986: Totschweigen (als Claudia)
- 1986: Ein Fall für zwei – Todsicherer Tip
- 1986: Hessische Geschichten
- 1989: Soko 5113 – Zwei Augen zuviel
- 1990: Hotel Paradies – Wie du mir, so ich dir
- 1990: Derrick – Tod am Waldrand
- 1992: Die Männer vom K3 – Ein langes Wochenende
- 1994: Derrick – Nachts, als sie nach Hause lief
- 1994: Der Alte – Gift
- 1994: Mord an der roten Rita
- 1994: Mutter, ich will nicht sterben!
- 1996: Derrick – Riekes trauriger Nachbar
- 1997: Der Alte – Der Tod der Eltern
- 1999: Der Alte – Der Tod ist nur ein Augenblick
- 2000: Der Alte – Die Schwester
- 2001: Siska – Das Böse an sich
- 2001: Dr. Stefan Frank – Der Arzt, dem die Frauen vertrauen – Gottes Kinder
- 2005: Ulli Lommel’s Zodiac Killer
- 2005: Neue Freunde, neues Glück
- 2006: Kurhotel Alpenglück
- 2007: Ein Fall für zwei – Außer Kontrolle
- 2008: Siska – Seele im Nebel
- 2008: Das Geheimnis des Königssees
- 2009: Pfarrer Braun

## Synchronrollen (Auswahl)
Ellen Burstyn
- 1981: als Jean Harris in Der Jean-Harris-Prozeß
- 2014: als Murphy Cooper (alt) in Interstellar
- 2015: als Flemming in Für immer Adaline
- 2016: als Beatrice Fisher in Custody
- 2020: als Elizabeth in Pieces of a Woman
- 2022: als Valerie in Three Months
- 2022: als Sara Roosevelt in The First Lady
- seit 2022: als Bernadette Stabler in Law & Order: Organized Crime
- 2023: als Chris MacNeil (alt) in Der Exorzist – Bekenntnis

Mary McDonnell
- 1990: als Steht mit einer Faust in Der mit dem Wolf tanzt
- 2005–2009: als Präsidentin Laura Roslin in Battlestar Galactica
- 2017: als Ruby (Widow) Goldfarb in Fargo

### Filme
- 1988: Agent ohne Namen – Jaclyn Smith als Marie St. Jacques
- 1989: Geheimbund der Rose – Connie Sellecca als Erika Bernstein
- 1991: Stunde der Angst – Meredith Baxter als Martha Tierney
- 1993: Cheers–Abschiedsspecial 1993 – Bebe Neuwirth als Dr. Lilith Sternin
- 1994: Santa Clause – Eine schöne Bescherung – Wendy Crewson als Laura Miller
- 1997: Kleine Lügen unter Freunden – Bonnie Bedelia als Nancy
- 1999: Do Not Disturbei Aug – Jennifer Tilly als Cathryn Richmond
- 2004: Im Spiegel des Bösen – Francine Bergé als Mathildes Mutter
- 2007: Wintersonnenwende – Die Jagd nach den sechs Zeichen des Lichts – Frances Conroy als Miss Greythorne
- 2011: Happy New Year – Barbara Marshall als Oberschwester Helen
- 2013: Gangsta Granny – Julia McKenzie als Granny Norris
- 2016: SPLIT – Dr. Fletcher
- 2019: Si No Te Hubiese Conocido – Everest
- 2019: Marianne – Mrs Daugeron

### Serien
- 1986–1987: Dallas – Barbara Carrera als Angelica Nero
- 1991: Die besten Jahre – Patricia Kalember als Susannah Hart
- 1995–2000: Hercules – Liddy Holloway als Alkmene
- 1998: Der Hogan-Clan – Sandy Duncan als Sandy Hogan
- seit 2016: Mord auf Shetland – Anne Kidd als Cora McLean
- 2019: Mr. Mercedes – Ida
- 2019, 2022: Grey’s Anatomy – Kate Burton als Dr. Ellis Grey
- 2020: Manhunt: Deadly Games – Bobi

## Hörspiele (Auswahl)
- 1954: Dylan Thomas: Unter dem Milchwald (Kleines Mädchen/Kind) – Regie: Fritz Schröder-Jahn (Original-Hörspiel – NWDR Hamburg)
- 1966 Peter Hirche: „Miserere“ – Regie Oswald Döpke – Hessischer Rundfunk – Preis der Kriegsblinden.
- 1973 Joachim Frank „Ausbruch“ (Natascha Jegerowa) Regie: Andreas Weber-Schäfer – SDR
- 1976: Hermann Ebeling: Ein Experiment des Dr. E. über die Bewohnbarkeit der Hölle (Sina) – Regie: Andreas Weber-Schäfer (Original-Hörspiel, Science-Fiction-Hörspiel – SDR)
- 1984: Ekkes Frank: Das Glück der Erinnerung - Regie: Andreas Weber-Schäfer
- 1985: Michael Koser: Der letzte Detektiv 6: Kidnapper (Demeter) – Regie: Alexander Malachovsky (Hörspiel – BR)
- 1989: F.C. Delius: „Mogadischu, Fensterplatz“ (1. Das Ultimatum 2. Die Verlängerung) – (Sie) (Hörspiel) Regie: Joachim Sonderhoff – WDR
- 1990: Mishima Yukio: Yokohama (Journalistin) – Regie: Hans Rosenhauer (Hörspielbearbeitung – NDR)
- 1993: Michael Koser: Der letzte Detektiv 28: UFO (Lisa Polonius) – Regie: Werner Klein (Hörspiel – BR)
- 1995: Augustina Besa Lius „Die schöne Portugiesin“ – (Elisabeth) Regie: Norbert Schaeffer – WDR
- 1999: Gabriele Womann „Direct Call“ – Regie: Norbert Schaeffer – SWR
- 2000: Guy de Maupassant „Bel Ami“ – (Madame Walther) – Regie Claudia Leist – WDR
- 2001 Thomas Harlan „Rosa – Die Reise nach Kulmhof“ – Regie: Bernd Jugel – BR2
- 2003: Marten t’Hart „Ein Schwarm Regenbrachvögel“ – Mutter – Regie: Norbert Schäffer – Hessischer Rundfunk
- 2022: Jette Volland „Forever Club – Mystery-Hörspiel-Podcast“ – Sekretärin – Regie: Jette Volland – WDR

## Hörbücher (Auswahl)
- 2003: Gianni Rodari „Das fabelhafte Telefon“ – Hörbuchlesung Wagenbach Leseohr
- Kornelia Boje „Ullas Erwachen“ Romalesung -
- 2006: Italo Svevo „Der alte Herr und das schöne Mädchen“ Romanlesung Hörbuch Wagenbach Leseohr
- 2007: Gordon Piedesack „Genfer Nebel“ – (Die „E“) – Hörspiel – Edition Accordando
- 2007: Flaviar Bujor " Das Orakel von Oonagh" – Romanlesung – Silberfisch-Produktion Hörbuch Hamburg.
- 2009: Annette Kast-Riedlinger „Von nun an bitte ohne mich“ – Romanlesung – Nocturna Entertainment
- 2015: Theodor Fontane/Maria Jany „Effie Briest“ – (Frau von Briest) Hörspiel – Regie: Sven Schreivogel – Nocturna Entertainment
- 2020: Manfred Giesler „Die Gelbe Tapete“ – Ein Monolog – PalmArtPress
- 2021: Kornelia Boje „Gesang der weißen Wände“ – Romanlesung – PalmArtPress

## Romanlesungen
- 1985: Annette Kolb „Die Schaukel“ – Romanlesung – Saarländischer Rundfunk – DAV
- 1998: Anne Dorn „Damals als die Sonne schien“ – Romanlesung – Westdeutscher Rundfunk
- 2001: Jane Austen „Anne Elliot“ – Romanlesung – Südwestrundfunk – DAV
- 2001: Rafael Chirbes „Die schöne Schrift“ – Romanlesung – Südwestrundfunk – hörkunst bei kunstmann
- 2005: Veronique Olm „Die Sechs“ – Romanlesung – Westdeutscher Rundfunk

## Rundfunk-Autorin
- 1995: „Nach Moskau“ – Feature – Regie: Carola Preuss – Kornelia Boje: Erzählerin – SWR
- 1996: „Das Feature oder warum bin ich gestern nicht früher ins Bett“ – Hörspiel – Regie: Werner Klein – Hessischer Rundfunk
- 1997: „Freund, mein Freund, ich bin krank, ich bin sehr, sehr krank“ – Feature – Regie: Carola Preuss – SWR
- 1998: „Blaue Blume, russisch blau“ – Feature – Regie: Carola Preuss – Kornelia Boje: Erzählerin – SWR
- 1999: „Wenn du nicht machen kannst, was dir gefällt, so lass es dir gefallen, was du machst“ – Feature – Regie: Carola Preuss – Kornelia Boje: Erzählerin – SWR
- 1999: „Hilfe, ich brauch ‘nen Auftrag“ – (Sie) Kurzhörspiel – Regie: Reinhardt Zobel – SDR
- 2001: „Und ich gebe dir zu sagen...“ – Feature – Regie und Sprecherin: Kornelia Boje – SWR
- 2002: „Wer wagt es, das Leid abzuwägen“ – Regie und Sprecherin: Kornelia Boje – SWR

## Schriften
- Ullas Erwachen. Dielmann, Frankfurt am Main 2005, ISBN 978-3-933974-74-7
- Gesang der weißen Wände. PalmArtPress, Berlin 2020, ISBN 978-3-96258-063-6